# Touhou Project
Das Touhou Project (jap. 東方Project, Tōhō Project), auch unter dem englischen Nebentitel Project Shrine Maiden bekannt, ist eine Serie von Dōjin-Shoot ’em ups. Das Team Shanghai Alice, das diese Computerspiele entwickelt, besteht nur aus dem japanischen Spieleentwickler ZUN. Die Serie ist dem Genre Danmaku zuzuordnen, in dem der Spieler massivem Beschuss ausgesetzt ist, durch den er sich kämpfen muss. Dabei ist auch eine übergeordnete Handlung von Bedeutung, beispielsweise in Form von kurzen Konversationen vor jedem Bossgegner.

## Entwicklung
Das Touhou Project ist ein Ein-Mann-Projekt des japanischen Spieleentwicklers ZUN, welcher die Musik, Grafiken und den Programmcode komplett selbst gestaltet bzw. geschrieben hat. Sein richtiger Name ist Ōta Jun'ya (太田順也), wie aus dem Abspann der PC-98-Spiele zu entnehmen ist.

## Spielprinzip
Der Spieler steuert einen 2D-Charakter aus der Vogelperspektive und bestreitet üblicherweise nacheinander sechs Stages, in denen jeweils ein Zwischen- und Endboss besiegt werden müssen. Der Charakter gilt als getroffen, wenn ein feindliches Geschoss die Hitbox des Charakters berührt. Bei dem Spielersprite ist nur ein verhältnismäßig kleiner Teil verwundbar bzw. wird von der Kollisionsabfrage erfasst. Dasselbe gilt auch für die Geschosse, sodass sich die Sprites überlappen können, ohne dass der Spieler ein Leben verliert.
Durch diese Spielmechanik sind relativ komplexe Angriffe möglich. Auf höheren Stufen werden schnellere und schwierigere Geschossmuster in Richtung des Spielers geworfen, sodass das Timing wichtiger wird. Auch die Bosse fordern den Spieler je nach Schwierigkeitsgrad und Level mit mehr oder weniger komplizierten Angriffsmustern. Die Muster sind großflächig angelegt und einzigartig für jeden Boss. Jeder Boss taucht einmal als Zwischengegner in einem kurzen Intermezzo etwa in der Mitte der Stage auf, bevor es dann zum eigentlichen Kampf am Ende der Stage kommt. Es ist häufig nicht dieselbe Bossgegnerin, die auch am Ende der jeweiligen Stage erscheint. In der Regel tauchen diese später als eigentliche Gegner auf, oder etwa in den Extra Stages bzw. in folgenden Touhou-Ablegern und spielen dort eine größere Rolle. Obwohl also jedes Touhou für sich abgeschlossen ist, ziehen sich Handlungsfäden durch die gesamte Reihe.
Dabei gehen in nahezu allen Spielen der Touhou-Reihe die Bosse nach einem festen Schema hervor. Jeder Gegner hat bestimmte Geschosse, die als Hauptelement seiner Muster eingesetzt werden. Dies sind beispielsweise Karten, Laser, Messer oder andere Projektile. Dabei hat jeder Boss einen Balken am oberen Bildschirmrand, der eine von mehreren Angriffsphasen zeigt. Leert der Spieler den Balken komplett innerhalb des vorgegebenen Zeitlimits, gibt es einen Punktebonus und die nächste Angriffsphase beginnt. Dasselbe passiert automatisch, wenn die Zeit abläuft, unabhängig vom Stand des Lebensbalkens.
Jeder normalen Angriffswelle folgt eine sogenannte „Spell Card“. Dies sind besondere Muster, die dem Spieler mehr Können abverlangen. Im Gegensatz zum normalen Angriff des Bossgegners winkt dem Spieler ein hoher Punktebonus, falls dieser eine Spell Card ohne Einsatz von Bomben oder dem Verlust eines Lebens innerhalb des Zeitlimits absolviert. Zusätzlich werden sämtliche Geschosse, die sich zu genau diesem Zeitpunkt auf dem Bildschirm befinden, komplett entfernt und je nach Punktesystem zum Score addiert. Im Regelfall wechseln sich Angriffswelle und Spell Card ab, wobei die Nicht-Spell-Card-Attacken bei jedem Mal fordernder werden. Im Spiel Imperishable Night gibt es zusätzlich noch ultimative Angriffe der Bossgegner, die sogenannten „Last Spells“, die nur erscheinen, wenn man in der Stufe genügend Punkte gesammelt hat. Bei den Last Spells hat der Spieler keine Möglichkeit, Bomben zu benutzen. Diese sind jedoch risikolos, da ein Fehlschlagen (Lebensverlust oder Zeit läuft aus) den Spieler kein Leben kostet, sondern maximal Bonuspunkte.

### Spielmechanik
Die Spielmechanik beinhaltet außerdem folgendes:
- Bomben – Ähnlich wie die Smartbombs in vielen Horizontal- und Vertikalshootern hat der Spieler die Möglichkeit, durch Einsatz einer Bombe den Bildschirm von sämtlichen Geschossen und kleineren Gegnern zu säubern. Bei Bossen fügen Bomben Schaden hinzu. In Touhou heißen die Bomben Spell Cards, jedoch wird der Begriff in zwei Situationen benutzt, siehe folgenden Absatz

- Spell Cards – eines der wichtigsten Elemente, der Begriff wird in der Regel zweideutig verwendet: Hauptsächlich ist eine Spell Card eine Hauptangriffsphase beim Boss, jedes Muster hat seinen eigenen Namen und im Spiel sieht man anhand einer History-Anzeige, wie oft der Spieler welche Spell Card geklärt hat; neben der Gesamtzahl wie oft der Spieler mit diesem Charakter diese SC gesehen hat. Die zweite Bedeutung von „Spell Card“ steht als alternativer Name für die spezifische Bombe des Spielers. Die Doppeldeutigkeit des Begriffs wird zum Beispiel in Imperishable Night relativ deutlich: Stage 4 hat je nach Charakterteam alternative Bossgegner. Beide können auch vom Spieler als Charaktere gewählt werden. Mit Reimu als Charakter trifft man in Stage 4 dort auf Marisa, und umgekehrt. Die jeweiligen Spell Cards der Bosse sind hierbei sehr ähnliche Versionen der Bomben, die der Spieler einsetzen kann

- Feuerkraft – Diese steigt mit der Zahl der aufgesammelten Power-Up-Objekte. Diese werden von besiegten Gegnern hinterlassen. Sobald die maximale Feuerkraft erreicht ist (in den früheren Ablegern mit dem Wert 128, der dann als „MAX“ erscheint), erscheinen in den meisten Spielen keine Power-Up-Objekte mehr. Falls der Spieler allerdings ein Leben verliert, geht je nach Spiel entweder ein geringer Teil der Feuerkraft verloren oder die Spielfigur verliert komplett sämtliche Power-Up Gegenstände, die dann aber wieder eingesammelt werden können. In Mountain of Faith, Subterranean Animism und Great Fairy Wars erscheint jeweils die Schussstärke als Dezimalwert mit zwei Nachkommastellen, Bomben sind nicht mehr separat einsetzbar, sondern mit der Feuerkraft gekoppelt. Für eine Bombe büßt der Spieler jeweils 1.00 an „Power“ ein.

- Stages – Es gibt im Normalfall sechs Stages je Spiel, die – einmalig durchgespielt – dann einzeln geübt werden können. Die Freischaltung erfolgt hierbei individuell für jeden Schwierigkeitsgrad. Zusätzlich verfügt jedes Spiel über eine Extra Stage mit festgesetztem Schwierigkeitsgrad, welche nach erfolgreichem Abschließen des Hauptspiels ohne Benutzung eines Continues freigeschaltet wird. Diese stellt eine besondere Herausforderung dar, da hier ein Boss in einer langen Serie von sehr vielen und besonders fordernden Spell Cards in einem Durchgang besiegt werden muss

- Punktesystem – Das Scoring ist in jedem Teil der Serie etwas anders, generell bringt der Abschuss von Gegnern nur eine geringe Zahl an Punkten, während das Aufnehmen der einzelnen Objekte von Gegnern – und deren Höhe, von wo sie aufgelesen wurden – einen entscheidenden Anteil daran hat. Durch diverse Modifikatoren, und vor allem dem Graze-Zähler, können wesentlich höhere Punktzahlen erzielt werden als durch bloßes Besiegen der Gegner.

- Fokus – Beim Benutzen der Fokussierung (standardmäßig die Shift-Taste) verlangsamt sich die Charakterfigur, die gefeuerten Geschosse werden konzentriert, dadurch wirkungsvoller und richten je nach Spielsituation mehr Schaden an. In den Spielen ab Perfect Cherry Blossom erscheint dann zusätzlich ein rot umrandeter weißer Punkt (Hitbox), welcher für die Kollisionsabfrage relevant ist. Unabhängig davon sind die Hitboxen sowohl bei normaler als auch fokussierter Geschwindigkeit identisch, wobei Marisa Kirisame im Ausgleich für ihre höhere Feuerkraft in der Regel eine leicht größere Hitbox besitzt als Reimu Hakurei, was im Spiel wiederum eine größere Herausforderung beim Ausweichen bedeutet.

- Graze – Geschosse, die zwar die Charakterfigur durchkreuzen, aber die Hitbox verfehlen, bringen zusätzliche Punkte. Der Graze-Zähler ist in der Mehrzahl der Spiele ein entscheidender Faktor für das Punktesystem, so dass erfahrene Spieler Projektile für einen höheren Score teils gezielt „grazen“.

- Schwierigkeitsgrad – Jeder Teil der Touhou-Reihe bietet vier verschiedene Stufen: Easy, Normal, Hard und Lunatic. Auf höheren Einstellungen finden sich wesentlich mehr Geschosse der Gegner, die mit höherer Geschwindigkeit fliegen, zudem sind sowohl normale Angriffe als auch Spell Cards der Bossgegner schwieriger. Mitunter gibt es zusätzliche Spell Cards, die auf niedrigen Schwierigkeitsstufen nicht auftauchen.

- Charakterauswahl – Man hat die Auswahl zwischen mehreren Charakteren (Ausnahmen mit nur einem Charakter sind z. B. Shoot the Bullet oder Great Fairy Wars), die sich in i. d. R. in der Bewegungsgeschwindigkeit, Schussart und -stärke unterscheiden. So bietet Reimu Hakurei, die seit Anfang an dabei ist, in der Mehrzahl der Spiele jeweils einen zielsuchenden Schuss, der dafür verhältnismäßig schwach ist, wenn man diesen mit den Angriffen der anderen Figuren vergleicht. Teilweise kann sich der Spieler mit der Charakterauswahl eine von unterschiedlichen Schussarten vor Spielbeginn aussuchen.

- Replays – Es können Aufzeichnungen gespeichert werden, welche in einer Datei mit der Endung .rpy gespeichert werden, entweder beim Verlust aller Leben (Game Over) oder dem Durchspielen aller sechs Stages bzw. des Extra-Levels. Diese .rpy-Dateien können dann zum Beispiel weitergegeben werden und ein anderer Spieler kann sie sich dann innerhalb des jeweiligen Touhou-Titels anschauen. Bei den Ablegern der Reihe mit „Sofort-Continue“ (man macht an der Stelle weiter, wo alle Leben verloren wurden, z. B. Perfect Cherry Blossom und Imperishable Night) können Replays im aktuellen Durchlauf nicht mehr gespeichert werden, sofern der Spieler bereits ein Continue verwendet hat. Durch das Replay-Feature erklärt sich auch die hohe Popularität der Videos auf den gängigen Videoportalen wie YouTube; dadurch dass der Spieler im Prinzip nur eine geeignete Aufnahmesoftware (und Touhou selbst nur verhältnismäßig geringe Hardwareanforderungen stellt) braucht oder mit Bordmitteln wie dem Windows Movie Maker arbeiten kann.

## Musik
ZUN setzt bevorzugt Klavier, Synthesizerklänge und Trompeten im Soundtrack ein, wobei verschiedene Stile auch innerhalb eines Spiels gemischt werden. Auffällige Merkmale sind oft schnelle Klavier-Soli und teils sehr hohe Trompetenklänge. Mitunter werden unterschiedliche Stile verwendet. Übergänge von der Stage zum Zwischenboss sind ebenso durch musikalische Stilwechsel im jeweiligen Track gekennzeichnet.
Die Soundeffekte sind durch alle Spiele hindurch zum Großteil gleich geblieben und werden eingesetzt, um Ereignisse oder Aktionen zu kennzeichnen. Dies kann beispielsweise der Erhalt oder Verlust eines Lebens oder ein Sieg über einen Boss sein. Zudem unterstützen die Effekte den Spieler, so um anzuzeigen wenn ein Boss kurz vor Ende eines Lebensbalkens steht oder wenn Projektile ihre Richtung ändern. Ein erfahrener Spieler braucht dann nicht so häufig auf die Anzeigen des Lebensbalken und ähnlich schauen und kann sich mehr auf den eigentlichen Kampf konzentrieren.

## Veröffentlichung der Spiele
Insgesamt wurden bis heute 24 Spiele veröffentlicht, von denen 15 der eigentlichen Reihe angehören.

### PC-98
Die ersten fünf Touhou-Spiele wurden während ZUNs Studienzeit exklusiv für den japanischen PC-9801 entwickelt und von Amusement Makers veröffentlicht.
TH01 東方靈異伝 (Touhou Rei'iden) – The Highly Responsive To Prayers (1996)
- Als Breakout-Klon aufgebaut
- Der Hauptcharakter Reimu Hakurei tritt zum ersten Mal auf

TH02 東方封魔録 (Touhou Fūmaroku) – The Story of Eastern Wonderland (1997, Comiket 52)
- Erster Danmaku-Shooter der Serie
- Marisa Kirisame, später der zweite Hauptcharakter der Serie, hat ihren ersten Auftritt als Endgegner eines Levels

TH03 東方夢時空 (Touhou Yumejikū) – Phantasmagoria of Dim.Dream (1997, Comiket 53)
- Als 2-Spieler-Versus-Shooter, ähnlich Twinkle Star Sprites aufgebaut

TH04 東方幻想郷 (Touhou Gensōkyō) – Lotus Land Story (1998, Comiket 54) 
- Bindet als erstes Touhou-Spiel den fokussierten Modus ein, der zu einem Markenzeichen der Serie wird

TH05 東方怪綺談 (Touhou Kaikidan) – Mystic Square (1998, Comiket 55) 
- Mima und Yuuka, Endbosse aus Story of Eastern Wonderland und Lotus Land Story, tauchen als spielbare Charaktere auf

### Windows
Seit 2002 wird das Touhou Project, nun von Team Shanghai Alice, exklusiv für Windows-Betriebssysteme entwickelt. Dadurch wurde die Aufmachung und das Gameplay stark verbessert. Seit The Embodiment of Scarlet Devil läuft Touhou zwar in der Regel problemlos unter aktuellen nicht-japanischen Windows-Versionen, jedoch gehen dabei – sofern keine japanische Codepage verwendet wird – Dialoge und weitere japanischsprachige Texte innerhalb des Spiels verloren. Abhilfe schafft entweder ein System-Neustart mit der entsprechenden Regionaleinstellung, oder als komfortablere Lösung unter Windows XP/2003 das kostenlose Tool AppLocale von Microsoft, da hier kein Neustart fällig wird und nur die aktuelle Anwendung im jeweiligen Codepage-Kontext läuft; ab Windows Vista muss das AppLocale-Installationsprogramm jedoch aus einer Kommandozeile mit Administratorrechten gestartet werden.
TH06 東方紅魔郷 (Touhou Kōmakyō) – The Embodiment of Scarlet Devil (2002, Comiket 62) 
- Erstes Touhou-Spiel, bei dem Spell Cards eingesetzt werden

TH07 東方妖々夢 (Touhou Yōyōmu) – Perfect Cherry Blossom (2003, Comiket 64) 
- Ab TH07 wird die Hitbox des Spielers beim Fokussieren sichtbar.
- Sakuya (fünfter Boss aus TH06) ist als spielbare Figur vertreten.
- Einführung eines Cherry-Systems und den Supernatural Borders, die den Spieler kurzzeitig vor einem Treffer bewahren können.
- Erstes und bislang einziges Touhou-Spiel, in dem neben der Extra Stage auch eine schwierigere Phantasm Stage zur Verfügung steht.

TH07.5 東方萃夢想 (Touhou Suimusō) – Immaterial and Missing Power (2004, Comiket 67)
- Beat ’em up mit Schwerpunkt auf Projektilen, welches zusammen mit Tasogare Frontier entwickelt wurde

TH08 東方永夜抄 (Touhou Eiyashō) – Imperishable Night (2004, Comiket 66)
- Erweitert den fokussierten Modus durch einen Phantom-Modus, der den Spielcharakter durch sein Teammitglied ersetzt, wenn die Fokus-Taste gedrückt gehalten wird
- Verfügt über einen Spell Practice Mode, bei dem sich bereits gespielte Spell Cards einzeln üben lassen
- Einführung der sog. Last Spells, extrem schwere Bossattacken, die nur bestritten werden, wenn der Spieler auf Schwierigkeitsstufe Normal oder höher spielt und in der jeweiligen Stage genügend Time Orbs gesammelt hat.
- Einziges Touhou-Spiel, das zwei gänzlich verschiedene letzte Stages hat. Der Boss in Stage 4 hängt von der gewählten Spielfigur bzw. dem gewählten Team ab, Stage 6A wird standardmäßig gewählt, Stage 6B steht nur zur Verfügung, wenn der Spieler kein Continue einsetzt und Stage 6A mit dem normalen Ende bereits absolviert hat.

TH09 東方花映塚 (Touhou Kaeidzuka) – Phantasmagoria of Flower View (2005, Comiket 68)
- Ebenso wie Phantasmagoria of Dim.Dream als Versus-Shooter aufgebaut.

TH09.5 東方文花帖 (Touhou Bunkachō) – Shoot the Bullet (2005, Comiket 69)
- Die Spielversion des offiziellen Touhou-Artbook. Hauptcharakter ist die Reporterin und Fotografin Aya Shameimaru.
- Im Gameplay geht es mehr darum sich den Weg frei zu fotografieren.

TH10 東方風神録 (Touhou Fūjinroku) – Mountain of Faith (2008, Comiket 72)
- Starke Vereinfachung des in den letzten Touhou-Spielen immer komplizierter gewordenen Spiel- und Punkte-Systems. So wurden beispielsweise die vorher charakterspezifischen Bomben vereinheitlicht und an die Schusskraft gekoppelt, so dass das Benutzen einer Bombe gleichzeitig die Schusskraft verringert
- Vollständiges Fehlen des Graze-Systems
- Einführung eines neuen Continue-Systems, welches dem Spieler eine beliebige Anzahl von Versuchen gibt, ihn aber dafür immer mit 3 Leben an den Anfang des jeweiligen Levels zurücksetzt

TH10.5 東方緋想天 (Touhou Hisōten) – Scarlet Weather Rhapsody (2008, Reitaisai 5)
- Nachfolger von Immaterial and Missing Power

TH11 東方地霊殿 (Touhou Chireiden) – Subterranean Animism (2008, Comiket 74)
- Wiedereinführung des Graze-Systems

TH12 東方星蓮船 (Touhou Seirensen) – Undefined Fantastic Object (2009, Comiket 76)
- Wiedereinführung der charakter-spezifischen Bomben mit eigenem Zähler[3]
- Neu sind hier die UFO-Items. Werden drei Stück gesammelt, so erscheint ein großes UFO auf dem Bildschirm das, wenn es zerstört wird, je nach Typ einen unterschiedlichen Bonus gibt.

TH12.3 東方非想天則 ～ 超弩級ギニョルの謎を追え (Touhou Hisōtensoku ~ Chōdokyū Ginyoru no Nazo wo oe) –  (2009, Comiket 76)
- Add-on für Scarlet Weather Rhapsody

TH12.5 ダブルスポイラー　～ 東方文花帖 (Daburu Supoirā ~ Touhou Bunka-chō) – Double Spoiler (2010, Reitaisai 7)
- Nachfolger von „Shoot the Bullet“

TH12.8 妖精大戦争　～ 東方三月精 (Yōsei Dai-Sensō ~ Touhou Sangetsusei) – Great Fairy Wars (2010, Comiket 78)
- Danmaku-Shooter mit Cirno (zweiter Boss aus TH06) in der Hauptrolle.
- Neuheit ist der „Bullet Freeze“ – eine Technik mit der Kugeln von Feinden eingefroren werden können. Bomben frieren alle Kugeln auf dem Bildschirm ein.
- Leben und Bomben sind an den Bullet Freeze gekoppelt, d. h. je mehr vom Bildschirm mit eingefrorenen Kugeln bedeckt ist umso mehr „Motivation %“ erhält der Spieler, wobei 100 % einem Leben entsprechen

TH13 東方神霊廟 (Touhou Shinreibyō) – Ten Desires (2011, Reitaisai 8)
- Neben Reimu und Marisa sind auch Sanae und Youmu spielbare Charaktere.
- Enthält als zweites Spiel (nach TH08) einen Spell-Practice-Mode
- Enthält eine Spirit-World Version von jedem Musikstück außer von Stage 6 Boss Toyosatomimi no Miko.

TH13.5 東方心綺楼 (Touhou Shinkirō) – Hopeless Masquerade (2013, Reitaisai 10)
- Weiteres Beat ’em up und Nachfolger von Scarlet Weather Rhapsody
- Die native Auflösung wurde von 640 × 480 auf 1280 × 720 erhöht und es wird eine neue Engine verwendet
- Die Kämpfe spielen sich nun gänzlich in der Luft ab, anstatt auf dem Boden wie in den vorigen Beat 'em ups.

TH14 東方輝針城 (Touhou Kishinjō) – Double Dealing Character (2013, Comiket 84)
- Neben Reimu und Marisa ist Sakuya erstmals seit TH09 wieder ein spielbarer Charakter in einem Spiel der Hauptreihe.
- Enthält als drittes Spiel (nach TH08 und TH13) einen Spell-Practice-Mode
- Die native Auflösung des Spiels wurde von 640 × 480 auf 1280 × 960 erhöht.

TH14.3 弾幕アマノジャク (Danmaku Amanojaku) – Impossible Spell Card (2014, Reitaisai 11)
- Danmaku-Shooter mit Seija Kijin (fünfter Boss aus TH14) in der Hauptrolle.

TH14.5 東方深秘録 (Touhou Shinpiroku) – Urban Legend in Limbo (2015, Reitaisai 12)
- Nachfolger von Hopeless Masquerade, in dem sich die Kämpfe ebenfalls in der Luft abspielen.
- Hauptmechanik sind hier die Okkultbälle, die je nach Spielmodus unterschiedlich verwendet werden.

TH15 東方紺珠伝　(Touhou Kanjuden) – Legacy of Lunatic Kingdom (2015, Comiket 88)
- Reimu und Marisa, aber auch Sanae und, erstmals seit TH09, Reisen, sind als spielbare Charaktere vertreten.
- Einführung der PointDevice und Legacy Spielmodi. Legacy Mode spielt sich, wie jeder andere Touhou-Titel auch. PointDevice Mode hingegen gibt dem Spieler eine unbegrenzte Anzahl an Versuchen, jedoch wird der Spieler jedes Mal, wenn er getroffen wird, zurück an den Anfang des letzten Chapters geschickt.
- Einführung des Chapter-Systems. Jede Stage ist in mehrere Chapters unterteilt und jede Bossattacke zählt ebenfalls als ein solches. Die Chapter werden hauptsächlich benutzt, um Lebens- und Bombenteilchen zu ergattern, jedoch spielen sie im PointDevice Modus eine größere Rolle (siehe oben). Der Chapterbonus wird aus der Anzahl der niedergeschossenen Gegner und dem gesammelten Graze errechnet und gibt im Legacy Mode ein Lebensteilchen und im PointDevice Mode ein Bombenteilchen.
- Während der Spieler Geschosse streift (Graze), fallen Items langsamer. Wird ein Geschoss länger gestreift, so gibt es einen zusätzlichen Graze-Bonus.

TH15.5 東方憑依華　(Touhou Hyouibana) – Antinomy of Common Flowers (2017, C93)
- Die spielbaren Charaktere werden als Master und Slave gepaart, und die Zuordnung kann nach Belieben geändert werden.
- Mit diesem Spiel wurde auch das On-Screen Punktesammeln wieder in das Kampfspiel-Genre eingeführt.

TH16 東方天空璋　(Touhou Tenkuushou) – Hidden Star in Four Seasons (2017, Comiket 92)
- Es ist das erste Touhou Spiel, das auf Steam erschienen ist.
- Es gibt vier spielbare Charaktere, denen jeweils eine Jahreszeit zugewiesen ist, die ihren Schusstyp bestimmt.

TH16.5 秘封ナイトメアダイアリ　(Hifuu Nightmare Diary) – Violet Detector (2018, C94)
- Nachfolger von Shoot the Bullet, Double Spoiler und Impossible Spell Card.
- Das Spiel enthält alle Charaktere, die in Legacy of Lunatic Kingdom und Hidden Star in Four Seasons debütierten, sowie Reimu, Marisa und die meisten End- und EX-Bosse aus den vorherigen Spielen.

TH17 東方鬼形獣　(Touhou Kikeijuu) – Wily Beast and Weakest Creature (2019, C96)
- Es gibt drei Hauptfiguren: Reimu Hakurei, Marisa Kirisame und Youmu Konpaku. Der Spieler kann einen von drei Tiergeistern ausrüsten, nämlich „Wolf“, „Otter“ und „Adler“.

TH17.5 東方剛欲異聞  (Touhou Gouyoku Ibun ~ Suibatsushita Chinshuu Jigoku) – Sunken Fossil World (2021, Steam)
- Es ist der erste Touhou-Ableger von Twilight Frontier, der kein Kampfspiel ist.
- Aufgrund von Verzögerungen wurde das vollständige Spiel erst am 24. Oktober 2021 fertiggestellt und erschien nach dem 18. regulären Spiel.

TH18 東方虹龍洞  (Touhou Kouryuudou) – Unconnected Marketeers (2021, Steam)
- Das Spiel verfügt über 56 Fähigkeitskarten, die entweder vor dem Playthrough ausgerüstet werden können (mit einigen Ausnahmen) oder nach jeder Etappe in einem Shop gekauft werden können. Während nur einige wenige von vornherein ausgerüstet werden können, können andere in aufeinanderfolgenden Playthroughs freigeschaltet werden.

TH18.5 バレットフィリア達の闇市場  (Barettofiria-tachi no Yami-Ichiba) – 100th Black Market (2022, C100)
- Der Titel des Spiels „100th Black Market“ wurde in Anlehnung an das 100. Comiket gewählt.

TH19 東方獣王園  (Touhou Juuouen) – Unfinished Dream of All Living Ghost (2023, C102 & Steam)
- „Unfinished Dream of All Living Ghost“ ist ein Split-Screen Danmaku-Shooter.

## Adaptionen

### Musik-Veröffentlichungen
Die von ZUN komponierte Spielmusik erschien zusammen mit weiteren Stücken auf mittlerweile insgesamt acht Alben. Außerdem erschien eine fünfteilige Serie CDs mit einer Zusammenstellung der Musik aus den Spielen. Weitere CDs mit Musik erschienen als Beilage zu den Print-Veröffentlichungen.

### Print-Veröffentlichungen
Die von ZUN selbst geschriebene Serie Tōhō Kōrindō (東方香霖堂) erschien in mehreren Magazinen und 2010 auch gesammelt bei ASCII Media Works. Die Light Novel Cage in Lunatic Runagate (東方儚月抄) erschien als Fortsetzung zum Spiel Tōhō Eiyashō im Magazin Chara Mel ab 2007. Weitere Light Novels erschienen mit Grimoire of Marisa (グリモワール オブ マリサ) und Tōhō Gumon Kuju (東方求聞口授), beide geschrieben von ZUN.
Im Magazin Comc Ace erscheint die Mangaserie Tōhō Sangetsusei (東方三月精). Außerdem werden die Mangaserien Silent Sinner in Blue, Tōhō Ibarakasen (東方茨歌仙) und Tōhō Suzunaan (東方鈴奈庵) in Einzelkapiteln in den Magazinen Chara Mel Fabri und Comp Ace herausgebracht. Alle Serien werden von ZUN geschrieben und von verschiedenen Dōjinshi-Künstlern gezeichnet. Eine Yonkoma-Serie wird seit 2007 unter dem Titel Tsuki no Inaba to Chijō no Inaba (月のイナバと地上の因幡) im Magazin Manga 4-koma Kings Palette veröffentlicht. Darüber hinaus erschienen kurze Dōjinshis verschiedener Autoren sowie Interviews, Musik-CDs und weiteres Bildmaterial in den beiden Artbooks Tōhō Bunkachō (東方文花帖) und Tōhō Shikōbana (東方紫香花).

## Reaktionen und Fangemeinde
Das Touhou-Projekt hat eine große Fangemeinde und ist als vorrangig von Fans gestalteten Veröffentlichungen in Japan wichtiger Bestandteil der User-generated-content-Kultur. Unter den von Fans geschaffenen Werken sind auch drei kurze Animes. Der erste, von der Fangruppe „Maikaze“, erschien mit zwei Folgen 2008 und 2012. 2010 produzierte das Studio ufotable einen kurzen Anime zur Spielereihe mit Anime Tenchō, dem Maskottchen von Animate. Die Produktion war Teil einer Reihe von Kurzfilmen zum 10-jährigen „Geburtstag“ von Anime Tenchō. 2011 kam Gensō Bankakyō ~The Memories of Phantasm~ (幻想万華鏡) von der Gruppe „Manpuku Jinja“ heraus. Als Convention, die allein der Spieleserie gewidmet ist, findet jährlich die Hakurei Shrine Reitaisai (博麗神社例大祭) statt.